# 王建奇
王建奇（1963年—），河南禹州人，汉族，中华人民共和国政治人物、第十一届全国人民代表大会河南地区代表。
毕业于中央党校企业管理专业，是中共党员。担任禹州市政公用局局长。2008年起担任全国人大代表。